# Deutsche Schwimmmeisterschaften 1932
Die 47. Deutschen Meisterschaften im Schwimmen fanden vom 2. bis 3. Juli 1932 im Dresdner Georg-Arnhold-Bad statt.
| Disziplin       | Männer          | Männer                          | Männer | Frauen             | Frauen              | Frauen |
| Disziplin       | Name            | Verein                          | Zeit   | Name               | Verein              | Zeit   |
| --------------- | --------------- | ------------------------------- | ------ | ------------------ | ------------------- | ------ |
| 100 m Freistil  | Ernst Derichs   | Sparta Köln                     |        | Hilde Salbert      | Neptun Gleiwitz     |        |
| 200 m Freistil  | Raimund Deiters | Sparta Köln                     |        |                    |                     |        |
| 400 m Freistil  | Raimund Deiters | Sparta Köln                     |        |                    |                     |        |
| 1500 m Freistil | Raimund Deiters | Sparta Köln                     |        |                    |                     |        |
| 200 m Brust     | Erwin Sietas    | Hamburger Schwimm-Club von 1879 |        | Gerda Suchardt     | Nixe Charlottenburg |        |
| 100 m Rücken    | Ernst Küppers   | SV Weser Bremen 1885            |        | Anneliese Kirchner | SC Düsseldorf 98    |        |